# Clavipanurgus punctiventris
Clavipanurgus punctiventris är en biart som först beskrevs av Morawitz 1876.  Clavipanurgus punctiventris ingår i släktet Clavipanurgus och familjen grävbin. Inga underarter finns listade i Catalogue of Life.